# 方永平
方永平（Prof. FONG Wing Ping），生物化學家。香港中文大學生命科學學院教授，中大崇基學院第12任院長。

## 香港中文大學
- 方永平於1983年在香港中文大學聯合書院生物化學系理學士畢業，1987年後獲香港中文大學生物化學哲學博士學位，之後赴美國哈佛醫學院任博士後研究員。1989年返回香港中文大學生命科學學院任教。方氏於2011年及2015年獲頒中大理學院模範教學獎，並於國際期刊發表超過110份研究報告。 [1]

## 崇基學院
- 方永平曾任崇基走讀生舍堂首任舍監 （1996-1999）、學生宿舍委員會主席（1999-2004）、學生輔導長（2004-2011）、服務學習中心首位主任（2013-2015）及崇基65周年校慶籌備委員會主席。2013年，方氏獲學院推選為香港中文大學董會的崇基代表，2014年8月獲委任為崇基學院副院長。[2]
- 2016年1月，陳偉光教授因病辭任崇基學院院長，方永平開始出任崇基學院署理院長。[3]
- 2016年7月，中大校董會通過委任方永平出任崇基學院院長，任期4年。[4] 2016年10月，崇基學院假崇基禮拜堂舉行「感恩崇拜暨方永平院長就職典禮」，由崇基學院校董會主席李國星宣讀誓詞，委任方永平為第12任院長。[5] [6]
- 2016年10月，《中大通訊》專訪方永平院長，其以“科學精神──大膽假設，小心求證”鼓勵年輕人。[7]
- 2017年7月，方永平參與崇基學院籌辦的「院長探訪 北美校友活動」計劃。[8]
- 2018年6月，方永平教授聯通崇基校董會主席李國星、中大校長段崇智，以及崇基發展委員會主席郭志樑主持「崇基學生發展綜合大樓」的動土儀式。[9]
- 2023年10月，方永平教授卸任院長，由關美寶教授接任第13任院長。[10]

## 社會公益事務
- 2015年，方永平擔任“我的故事我的詩歌”籌款音樂會的開幕禮嘉賓，并發表演說。[11]

## 對科學創意的推動
- 2002年至今，方永平義務擔任多個本地及國際科學比賽的評判工作。[12] [13]
- 2018年，方永平開始義務擔任本地創業比賽的評判工作。[14]